# Bailundo
Bailundo é uma cidade e um município da província do Huambo, em Angola.
Tem 7 065 km² e cerca de 56 mil habitantes. É limitado a norte pelos municípios de Cela e Andulo, a leste pelos municípios de Mungo, Cunhinga e Chinguar, a sul pelos municípios de Cachiungo, Chicala-Choloanga e Huambo, e a oeste pelos municípios de Ecunha, Londuimbale e Cassongue.

## Geografia
O município é constituído pela comuna-sede, correspondente à cidade do Bailundo, e pelas comunas de Lunge, Luvemba, Bimbe e Hengue-Caculo.
O território municipal está localizado no Planalto Central Angolano. A maior parte do território bailundense é drenada pela bacia do rio Cuvo-Queve.. Porém, a zona nordeste do território municipal é drenada pela bacia do Cuanza.

## História

### Fundação da localidade e do reino

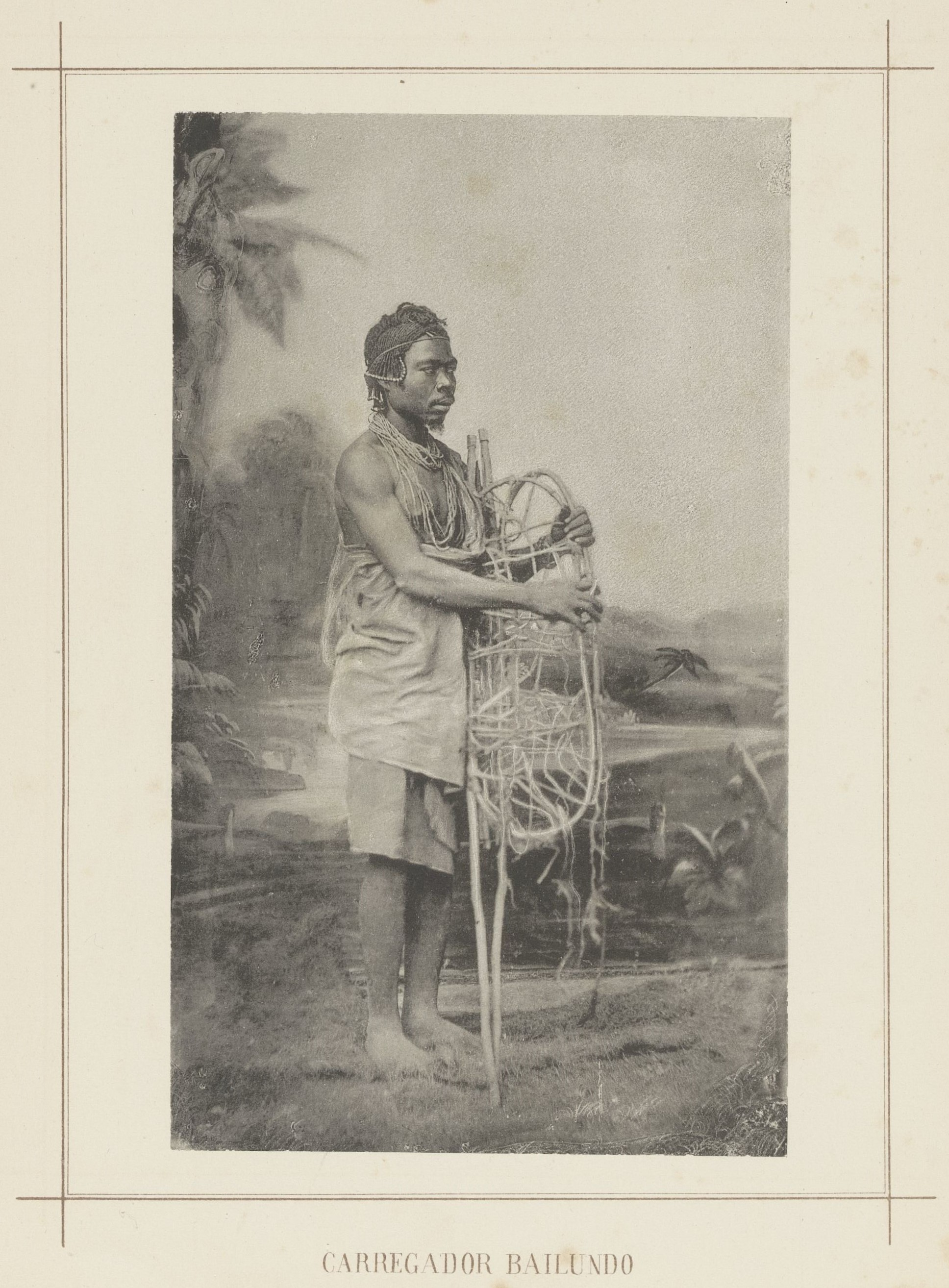
Fotografia de um trabalhador carregador bailundo, em 1876. Os carregadores bailundos eram muito requisitados por sua perícia nas estradas do planalto angolano e pela força física.

A região do Bailundo era, anteriormente à organização política dos ovimbundos, constituída de várias aldeias e "ombalas" (aldeia principal/cidade). Uma dessas ombalas era a de Halã-Vala, assim denominada pela proximidade ao monte Halavala. Esta ombala é a atual cidade do Bailundo.
Halã-Vala tornou-se a principal dentre as demais ombalas próximas por influência de Katyavala Bwila I que, vindo do norte (Cuanza Sul), fundou o Reino Bailundo, o maior, mais poderoso e influente reino da parte central de Angola. Halã-Vala era, assim, a capital do reino.
A cidade de Halã-Vala e o Reino Bailundo mantiveram-se seguros e prósperos até o final do reinado de Ekuikui II, quando seus sucessores entraram em conflito com Portugal.

### Queda do Bailundo e domínio colonial
Entre 1891 e 1903 Halã-Vala e o reino foram sucessivamente atacados pelas tropas portuguesas comandadas inicialmente pelo capitão Justino Teixeira da Silva, na Segunda Guerra Luso-Bailundo. O último dos reis que subsistiu independente foi Mutu-ya-Kevela (1902-1903).
Em 1903, Halã-Vala cai definitivamente e, em 16 de julho do mesmo ano, passa a sediar uma guarnição portuguesa, denominada Posto do Bimbe-Catapi. Esta data que é considerada a fundação do município, o primeiro a ser fundado nesta província. Na criação, abrangia, além do próprio Bailundo, o Balombo, o Huambo e o Sambo.
A circunscrição civil do Bailundo foi criada em 1911, com o estatuto de vila. A sede municipal só foi elevada a cidade no ano de 1917.
Chegou a ser a capital do distrito do Huambo (predecessor da atual província de mesmo nome) num breve período entre 1911 e 1912, sendo substituída pela vila do Huambo.
Em 1928, a cidade passou a ser denominada por Teixeira da Silva, topónimo que se manteve até à independência de Angola, em 1975.

### Pós-independência nacional
Após a independência de Angola, em 1975, a cidade abandonou a designação Teixeira da Silva, voltando a chamar-se Bailundo.
Durante parte da Guerra Civil Angolana esteve instalado no Bailundo um dos quartéis-generais da União Nacional para a Independência Total de Angola (UNITA).